# Carphophis
Carphophis is een geslacht van slangen uit de familie toornslangachtigen (Colubridae) en de onderfamilie Dipsadinae.

## Naam en indeling
De wetenschappelijke naam van de groep werd voor het eerst voorgesteld door Paul Gervais in 1843. Er zijn twee soorten, de slangen werden eerder aan andere geslachten toegekend, zoals Coluber, Calamaria en het niet langer erkende Celata.

### Soorten
Het geslacht omvat de volgende soorten, met de auteur en het verspreidingsgebied.
| Naam               | Auteur          | Verspreidingsgebied |
| ------------------ | --------------- | --- |
| Carphophis amoenus | Say, 1825       | Verenigde Staten (Missouri, Louisiana, Mississippi, Alabama, Nebraska, Georgia, South Carolina, North Carolina, Tennessee, Virginia, West Virginia, Kentucky, Illinois, Indiana, Ohio, Delaware, New Jersey, Maryland, Pennsylvania, New York, Connecticut, mogelijk in Arkansas) |
| Carphophis vermis  | Kennicott, 1859 | Verenigde Staten (Iowa, Nebraska, Kansas, Missouri, Louisiana, Oklahoma, Texas, Wisconsin, Arkansas) |

## Uiterlijke kenmerken
De slangen bereiken een lichaamslengte van ongeveer 20 tot 30 centimeter, maximaal 40 cm. De jongen zijn al relatief groot als ze ter wereld komen en zijn dan 8 tot 12 cm lang. De lichaamskleur is roze tot paars, ze lijken sterk op regenwormen en worden in de Engelse taal wel met 'worm snakes' (wormslangen) aangeduid. De schubben zijn glad en hebben een iriserende glans. De kop heeft een puntige snuit, wat duidt op de gravende levenswijze.

## Verspreiding en habitat
De soorten komen voor in delen van Noord-Amerika en leven endemisch in de Verenigde Staten. De slangen komen voor in de staten Missouri, Louisiana, Mississippi, Alabama, Nebraska, Georgia, South Carolina, North Carolina, Tennessee, Virginia, West Virginia, Kentucky, Illinois, Indiana, Ohio, Delaware, New Jersey, Maryland, Pennsylvania, New York, Connecticut, Iowa, Kansas, Missouri, Louisiana, Oklahoma, Texas, Wisconsin en Arkansas. De habitat bestaat uit gematigde bossen. De slangen leven in vochtige delen van het bos, zoals onder stenen en in rottend hout. Op het menu staan regenwormen en andere ongewervelden.

## Beschermingsstatus
Door de internationale natuurbeschermingsorganisatie IUCN is aan beide soorten een beschermingsstatus toegewezen. De slangen worden beschouwd als 'veilig' (Least Concern of LC).